# Vòng loại Giải vô địch bóng đá thế giới 2014 – Khu vực Bắc, Trung Mỹ và Caribe (Vòng 2)

## Thông tin
Vòng thứ hai xác nhận các đội bóng xếp hạng 7-25 tham gia cùng với 5 đội thắng từ vòng 2. Các đội đã được phân ra thành sáu nhóm bốn đội, diễn ra sơ bộ tại Marina da Glória ở Rio de Janeiro, Brasil vào ngày 30 tháng 7 năm 2011.
Các trận đấu diễn ra từ 2 tháng 9 đến 15 tháng 11 năm 2011. Hai đội đứng đầu mỗi bảng đặc cách tiến vào vòng 3

## Phân nhóm
Kết quả phân loại hạt giống như sau:
| Nhóm 4                                                                 | Nhóm 5                                                                                 | Nhóm 6                                                                                         | Nhóm 7                                                                                         |
| ---------------------------------------------------------------------- | -------------------------------------------------------------------------------------- | ---------------------------------------------------------------------------------------------- | ---------------------------------------------------------------------------------------------- |
| Panama · Canada · El Salvador · Grenada · Trinidad và Tobago · Haiti · | Antigua và Barbuda · Guyana · Suriname · Saint Kitts và Nevis · Guatemala · Dominica · | Puerto Rico · Barbados · Curaçao · Saint Vincent và Grenadines · Quần đảo Cayman · Nicaragua · | Bermuda · Belize† · Cộng hòa Dominica† · Saint Lucia† · Bahamas† · Quần đảo Virgin thuộc Mỹ† · |

† Đội thắng vòng 1

## Kết quả

### Bảng A
Bản mẫu:Vòng loại giải vô địch bóng đá thế giới 2014 khu vực Bắc, Trung Mỹ và Caribe (vòng 2) Bảng A
| Suriname          | 1–0      | Quần đảo Cayman |
| ----------------- | -------- | --------------- |
| Mando 11' (ph.đ.) | Chi tiết |                 |

| El Salvador                    | 3–2      | Cộng hòa Dominica      |
| ------------------------------ | -------- | ---------------------- |
| Zelaya 54', 77' · Bautista 63' | Chi tiết | Cruz 66' · Peralta 89' |

| Cộng hòa Dominica | 1–1      | Suriname          |
| ----------------- | -------- | ----------------- |
| Ozuna 68'         | Chi tiết | Mando 25' (ph.đ.) |

| Quần đảo Cayman       | 1–4      | El Salvador                                  |
| --------------------- | -------- | -------------------------------------------- |
| M. Ebanks 73' (ph.đ.) | Chi tiết | Bautista 49' · Anaya 62', 80' · García 90+3' |

| Cộng hòa Dominica | 1–2      | El Salvador                     |
| ----------------- | -------- | ------------------------------- |
| Ozuna 54'         | Chi tiết | Romero 37' (ph.đ.) · Blanco 67' |

| Quần đảo Cayman | 0–1      | Suriname    |
| --------------- | -------- | ----------- |
|                 | Chi tiết | Drenthe 57' |

| Suriname   | 1–3      | Cộng hòa Dominica        |
| ---------- | -------- | ------------------------ |
| Kwasie 81' | Chi tiết | Faña 9' · Ozuna 47', 76' |

| El Salvador                                             | 4–0      | Quần đảo Cayman |
| ------------------------------------------------------- | -------- | --------------- |
| Turcios 6' · Purdy 13' · J. Alas 45' · Sosa 88' (ph.đ.) | Chi tiết |                 |

| Cộng hòa Dominica                                     | 4–0      | Quần đảo Cayman |
| ----------------------------------------------------- | -------- | --------------- |
| Navarro 17' · Ozuna 38' · Rodríguez 64' · Morillo 79' | Chi tiết |                 |

| Suriname      | 1–3      | El Salvador                   |
| ------------- | -------- | ----------------------------- |
| Esperance 81' | Chi tiết | Blanco 21', 58' · Sánchez 78' |

| Quần đảo Cayman | 1–1      | Cộng hòa Dominica |
| --------------- | -------- | ----------------- |
| M. Ebanks 72'   | Chi tiết | García 41'        |

| El Salvador                       | 4–0      | Suriname |
| --------------------------------- | -------- | -------- |
| Romero 33', 62' · Burgos 76', 83' | Chi tiết |          |

### Bảng B
Bản mẫu:Vòng loại giải vô địch bóng đá thế giới 2014 khu vực Bắc, Trung Mỹ và Caribe (vòng 2) Bảng B
| Trinidad và Tobago | 1–0      | Bermuda |
| ------------------ | -------- | ------- |
| Jones 45'          | Chi tiết |         |

| Guyana                    | 2–0      | Barbados |
| ------------------------- | -------- | -------- |
| Beveney 26' · Pollard 73' | Chi tiết |          |

| Barbados | 0–2      | Trinidad và Tobago       |
| -------- | -------- | ------------------------ |
|          | Chi tiết | Daniel 17' · Roberts 67' |

| Guyana         | 2–1      | Bermuda   |
| -------------- | -------- | --------- |
| Mills 50', 60' | Chi tiết | Smith 90' |

| Barbados | 0–2      | Guyana                 |
| -------- | -------- | ---------------------- |
|          | Chi tiết | Abrams 73' · Nurse 87' |

| Bermuda                 | 2–1      | Trinidad và Tobago |
| ----------------------- | -------- | ------------------ |
| Russell 52' · Wells 63' | Chi tiết | Molino 82'         |

| Trinidad và Tobago                | 4–0      | Barbados |
| --------------------------------- | -------- | -------- |
| Peltier 6', 55', 63' · Hector 90' | Chi tiết |          |

| Bermuda   | 1–1      | Guyana     |
| --------- | -------- | ---------- |
| Nusum 71' | Chi tiết | Shakes 81' |

| Bermuda                        | 2–1      | Barbados   |
| ------------------------------ | -------- | ---------- |
| Smith 28' (ph.đ.) · Steede 49' | Chi tiết | Adamson 7' |

| Guyana                   | 2–1      | Trinidad và Tobago |
| ------------------------ | -------- | ------------------ |
| Shakes 10' · L. Cort 81' | Chi tiết | Jones 90+3'        |

| Barbados        | 1–2      | Bermuda                       |
| --------------- | -------- | ----------------------------- |
| Grosvenor 90+2' | Chi tiết | Wells 46' · Smith 72' (ph.đ.) |

| Trinidad và Tobago      | 3–0 Xử thắng | Guyana |
| ----------------------- | ------------ | ------ |
| Jones 59' · Peltier 69' | Chi tiết     |        |

### Bảng C
Bản mẫu:Vòng loại giải vô địch bóng đá thế giới 2014 khu vực Bắc, Trung Mỹ và Caribe (vòng 2) Bảng C
Bahamas rút lui khỏi giải vào ngày 19 tháng 8 năm 2011 và không được thay thế.
| Dominica | 0–2      | Nicaragua                  |
| -------- | -------- | -------------------------- |
|          | Chi tiết | Leguías 1' · Rodríguez 36' |

| Nicaragua         | 1–2      | Panama                |
| ----------------- | -------- | --------------------- |
| Torres 18' (l.n.) | Chi tiết | Tejada 7' · Pérez 50' |

| Dominica | 0–5      | Panama                                                  |
| -------- | -------- | ------------------------------------------------------- |
|          | Chi tiết | Waithe 26', 89' · Tejada 34' · Pérez 57' · Buitrago 62' |

| Panama                                | 5–1      | Nicaragua |
| ------------------------------------- | -------- | --------- |
| Tejada 27', 64' · Pérez 48', 51', 87' | Chi tiết | Reyes 88' |

| Nicaragua   | 1–0      | Dominica |
| ----------- | -------- | -------- |
| Leguías 57' | Chi tiết |          |

| Panama                                  | 3–0      | Dominica |
| --------------------------------------- | -------- | -------- |
| Blackburn 6' · Buitrago 20' · Pérez 84' | Chi tiết |          |

### Bảng D
Bản mẫu:Vòng loại giải vô địch bóng đá thế giới 2014 khu vực Bắc, Trung Mỹ và Caribe (vòng 2) Bảng D
| Canada                                                   | 4–1      | Saint Lucia |
| -------------------------------------------------------- | -------- | ----------- |
| Simpson 6', 61' · De Rosario 50' (ph.đ.) · Johnson 90+1' | Chi tiết | Paul 7'     |

| Saint Kitts và Nevis | 0–0      | Puerto Rico |
| -------------------- | -------- | ----------- |
|                      | Chi tiết |             |

| Saint Lucia             | 2–4      | Saint Kitts và Nevis                              |
| ----------------------- | -------- | ------------------------------------------------- |
| Pierre 65' · Valcin 84' | Chi tiết | Lake 7' · Francis 12' · Mitchum 15' · Elliott 44' |

| Puerto Rico | 0–3      | Canada                                  |
| ----------- | -------- | --------------------------------------- |
|             | Chi tiết | Hume 42' · Jackson 84' · Ricketts 90+3' |

| Saint Lucia | 0–7 Xử thắng | Canada                                                  |
| ----------- | ------------ | ------------------------------------------------------- |
|             | Chi tiết     | Jackson 18', 28', 40' · Occean 34', 51' · Hume 72', 86' |

| Puerto Rico | 1–1      | Saint Kitts và Nevis |
| ----------- | -------- | -------------------- |
| Cabrero 37' | Chi tiết | Lake 59'             |

| Canada | 0–0      | Puerto Rico |
| ------ | -------- | ----------- |
|        | Chi tiết |             |

| Saint Kitts và Nevis | 1–1      | Saint Lucia |
| -------------------- | -------- | ----------- |
| Lake 83'             | Chi tiết | Valcin 74'  |

| Saint Kitts và Nevis | 0–0      | Canada |
| -------------------- | -------- | ------ |
|                      | Chi tiết |        |

| Saint Lucia | 0–4 Xử thắng | Puerto Rico                               |
| ----------- | ------------ | ----------------------------------------- |
|             | Chi tiết     | Arrieta 4' · Ramos 14', 46' · Cabrero 54' |

| Puerto Rico                  | 3–0      | Saint Lucia |
| ---------------------------- | -------- | ----------- |
| Ramos 13', 85' · Marrero 87' | Chi tiết |             |

| Canada                                                             | 4–0      | Saint Kitts và Nevis |
| ------------------------------------------------------------------ | -------- | -------------------- |
| Occean 28' · De Rosario 36' (ph.đ.) · Simpson 45+3' · Ricketts 88' | Chi tiết |                      |

### Bảng E
Bản mẫu:Vòng loại giải vô địch bóng đá thế giới 2014 khu vực Bắc, Trung Mỹ và Caribe (vòng 2) Bảng E
| Grenada | 0–3      | Belize                         |
| ------- | -------- | ------------------------------ |
|         | Chi tiết | McCaulay 11', 79' · Róches 35' |

| Guatemala                                           | 4–0      | Saint Vincent và Grenadines |
| --------------------------------------------------- | -------- | --------------------------- |
| Pappa 15' · Flores 31' · Rodríguez 53' · García 71' | Chi tiết |                             |

| Belize       | 1–2      | Guatemala                 |
| ------------ | -------- | ------------------------- |
| McCaulay 77' | Chi tiết | Cabrera 4' · M. López 75' |

| Saint Vincent và Grenadines | 2–1      | Grenada       |
| --------------------------- | -------- | ------------- |
| M. Samuel 22' · Stewart 72' | Chi tiết | Langaigne 76' |

| Saint Vincent và Grenadines | 0–3      | Guatemala                           |
| --------------------------- | -------- | ----------------------------------- |
|                             | Chi tiết | Rodríguez 44', 58' · Pezzarossi 71' |

| Belize      | 1–4      | Grenada                                                     |
| ----------- | -------- | ----------------------------------------------------------- |
| Simpson 90' | Chi tiết | Rennie 37' · Julien 41' · Lancaster Joseph 50' · Murray 80' |

| Guatemala                                                | 3–1      | Belize       |
| -------------------------------------------------------- | -------- | ------------ |
| Gallardo 8' (ph.đ.) · M. López 65' · C. Ruiz 78' (ph.đ.) | Chi tiết | McCaulay 31' |

| Grenada      | 1–1      | Saint Vincent và Grenadines |
| ------------ | -------- | --------------------------- |
| Murray 90+2' | Chi tiết | M. Samuel 62'               |

| Belize       | 1–1      | Saint Vincent và Grenadines |
| ------------ | -------- | --------------------------- |
| McCaulay 22' | Chi tiết | Stewart 11'                 |

| Guatemala                    | 3–0      | Grenada |
| ---------------------------- | -------- | ------- |
| García 1', 31' · Padilla 45' | Chi tiết |         |

| Grenada            | 1–4      | Guatemala                                                                   |
| ------------------ | -------- | --------------------------------------------------------------------------- |
| Rennie 37' (ph.đ.) | Chi tiết | Williams 67' (l.n.) · Thompson 77' · Ramírez 84' · Lyndon Joseph 90' (l.n.) |

| Saint Vincent và Grenadines | 0–2      | Belize                    |
| --------------------------- | -------- | ------------------------- |
|                             | Chi tiết | McCaulay 78', 81' (ph.đ.) |

### Bảng F
Bản mẫu:Vòng loại giải vô địch bóng đá thế giới 2014 khu vực Bắc, Trung Mỹ và Caribe (vòng 2) Bảng F
| Haiti                                                                           | 6–0      | Quần đảo Virgin thuộc Mỹ |
| ------------------------------------------------------------------------------- | -------- | ------------------------ |
| Marcelin 18' · Maurice 27' · Pierre-Louis 44' · Monuma 61' · Alexandre 65', 78' | Chi tiết |                          |

| Antigua và Barbuda                                              | 5–2      | Curaçao                  |
| --------------------------------------------------------------- | -------- | ------------------------ |
| M. Joseph 42' · Griffith 45+2' · T. Thomas 54' · Byers 75', 80' | Chi tiết | Meulens 9' · Siberie 74' |

| Quần đảo Virgin thuộc Mỹ | 1–8      | Antigua và Barbuda                                                                        |
| ------------------------ | -------- | ----------------------------------------------------------------------------------------- |
| Browne 49'               | Chi tiết | Christian 18' · Byers 38' (ph.đ.), 51', 57' · Cochrane 47' · Dublin 54' · Burton 68', 74' |

| Curaçao                      | 2–4      | Haiti                                                             |
| ---------------------------- | -------- | ----------------------------------------------------------------- |
| de Waard 12' · Zimmerman 43' | Chi tiết | Lafrance 37' · Marcelin 58' · Guerrier 61' · Zimmerman 75' (l.n.) |

| Quần đảo Virgin thuộc Mỹ | 0–7      | Haiti                                                                            |
| ------------------------ | -------- | -------------------------------------------------------------------------------- |
|                          | Chi tiết | Maurice 5', 66', 82' (ph.đ.) · Jaggy 11' · Belfort 57', 74' (ph.đ.) · Goreux 64' |

| Curaçao | 0–3 Xử thắng | Antigua và Barbuda |
| ------- | ------------ | ------------------ |
|         | Chi tiết     | T. Thomas 73'      |

| Haiti                             | 2–2      | Curaçao               |
| --------------------------------- | -------- | --------------------- |
| Maurice 25' (ph.đ.) · Belfort 60' | Chi tiết | Siberie 7' · Bito 14' |

| Antigua và Barbuda                                                                             | 10–0     | Quần đảo Virgin thuộc Mỹ |
| ---------------------------------------------------------------------------------------------- | -------- | ------------------------ |
| T. Thomas 7', 41', 78' · Byers 24', 31', 40' · Burton 55', 65' · J. Thomas 86' · Murtagh 90+2' | Chi tiết |                          |

| Quần đảo Virgin thuộc Mỹ | 0–3      | Curaçao                    |
| ------------------------ | -------- | -------------------------- |
|                          | Chi tiết | Siberie 8', 14' · Bito 26' |

| Antigua và Barbuda | 1–0      | Haiti |
| ------------------ | -------- | ----- |
| Skepple 81'        | Chi tiết |       |

| Haiti                    | 2–1      | Antigua và Barbuda |
| ------------------------ | -------- | ------------------ |
| Aveska 60' · Belfort 67' | Chi tiết | T. Thomas 10'      |

| Curaçao                                                          | 6–1      | Quần đảo Virgin thuộc Mỹ |
| ---------------------------------------------------------------- | -------- | ------------------------ |
| Carmelia 33', 78' · Siberie 40', 86' · Espacia 73' · Cijntje 90' | Chi tiết | Cornelius 51'            |

## Danh sách cầu thủ ghi bàn
8 bàn
- Peter Byers

7 bàn
- Deon McCaulay

6 bàn
| - Tamarley Thomas | - Rocky Siberie | - Blas Pérez |

5 bàn
| - Erick Ozuna | - Jean-Eudes Maurice |  |

4 bàn
| - Randolph Burton - Simeon Jackson | - Kervens Belfort - Luis Tejada | - Héctor Ramos - Lester Peltier |

3 bàn
| - Khano Smith - Iain Hume - Olivier Occean - Josh Simpson | - Léster Blanco - Osael Romero - Freddy García | - Mario Rodríguez - Ian Lake - Kenwyne Jones |

2 bàn
| - Nahki Wells - Dwayne De Rosario - Tosaint Ricketts - Mark Ebanks - Sendley Bito - Shanon Carmelia - Luis Anaya - Christian Bautista - Rafael Burgos | - Rodolfo Zelaya - Clive Murray - Shane Rennie - Minor López - Vurlon Mills - Ricky Shakes - Jean Alexandre - James Marcelin | - Raúl Leguías - Ricardo Buitrago - Amir Waithe - Andrés Cabrero - Cliff Valcin - Myron Samuel - Cornelius Stewart - Friso Mando |

1 bàn
| - Ranjae Christian - Justin Cochrane - George Dublin - Quinton Griffith - Marc Joseph - Keiran Murtagh - Kerry Skepple - Jamie Thomas - Diquan Adamson - Sheridan Grosvenor - Harrison Róches - Ryan Simpson - John Nusum - Antwan Russell - Kwame Steede - Will Johnson - Angelo Cijntje - Orin de Waard - Everon Espacia - Rihairo Meulens - Angelo Zimmerman - Johan Cruz - César García - Jonathan Faña - Jack Michael Morillo - Inoel Navarro | - Domingo Peralta - Kerbi Rodríguez - Jaime Alas - Xavier García - Steve Purdy - Edwin Sánchez - Herbert Sosa - Victor Turcios - Lancaster Joseph - Marcus Julien - Cassim Langaigne - Gustavo Cabrera - Yony Flores - Carlos Gallardo - Angelo Padilla - Marco Pappa - Dwight Pezzarossi - Guillermo Ramírez - Carlos Ruiz - Fredy Thompson - Anthony Abrams - Shawn Beveney - Leon Cort - Chris Nurse - Charles Pollard - Judelin Aveska | - Réginal Goreux - Wilde Donald Guerrier - Kim Jaggy - Kevin Lafrance - Jean Constant Monuma - Listner Pierre-Louis - Daniel Reyes - Félix Rodríguez - Rolando Blackburn - Cristian Arrieta - Joseph Marrero - Devaughn Elliott - Jevon Francis - Orlando Mitchum - Tremain Paul - Zaine Pierre - Giovanni Drenthe - Evani Esperance - Naldo Kwasie - Keon Daniel - Hughton Hector - Kevin Molino - Darryl Roberts - Jamie Browne - Keithroy Cornelius |

phản lưới nhà
| - Angelo Zimmerman (trong trận gặp Haiti) - Lyndon Joseph (trong trận gặp Guatemala) | - Nicko Williams (trong trận gặp Guatemala) | - Román Torres (trong trận gặp Nicaragua) |  |